# Statuto della Corte Internazionale di Giustizia
Lo Statuto della Corte internazionale di giustizia è parte integrante dello Statuto delle Nazioni Unite, come specificato dal capitolo XIV dello stesso. I capitoli dello Statuto sono:
- Capitolo I: Organizzazione della Corte (Articoli 2 - 33)
- Capitolo II: Competenza della Corte (Articoli 34 - 38)
- Capitolo III: Procedura (Articoli 39 - 64)
- Capitolo IV: Pareri consultivi (Articoli 65 - 68)
- Capitolo V: Emendamenti (Articoli 69 e 70)

Secondo l'articolo 38.2, la corte può decidere un caso ex aequo et bono se le parti sono d'accordo.

## Stati aderenti
In base all'articolo 93 dello Statuto delle Nazioni Unite tutti i 193 membri dell'ONU sono automaticamente aderenti allo Statuto. Al 2015 non aderiscono gli stati osservatori, Santa Sede e Palestina. Svizzera, Giappone, Liechtenstein, San Marino e Nauru erano già aderenti prima di diventare stati membri.